# Okręg wyborczy nr 92 do Senatu Rzeczypospolitej Polskiej
Okręg wyborczy nr 92 do Senatu Rzeczypospolitej Polskiej obejmuje obszar powiatów gnieźnieńskiego, słupeckiego, średzkiego, śremskiego i wrzesińskiego (województwo wielkopolskie). Wybierany jest w nim 1 senator na zasadzie większości względnej.
Utworzony został w 2011 na podstawie Kodeksu wyborczego. Po raz pierwszy zorganizowano w nim wybory 9 października 2011. Wcześniej obszar okręgu nr 92 należał do okręgu nr 36.
Siedzibą okręgowej komisji wyborczej jest Konin.

## Reprezentanci okręgu
| Rok | Rok  | Senator             | Komitet wyborczy                                                           |
| --- | ---- | ------------------- | -------------------------------------------------------------------------- |
|     | 2011 | Piotr Gruszczyński  | Platforma Obywatelska RP                                                   |
|     | 2015 | Robert Gaweł        | Prawo i Sprawiedliwość                                                     |
|     | 2019 | Paweł Arndt         | KKW Koalicja Obywatelska PO .N iPL Zieloni                                 |
|     | 2023 | Grzegorz Fedorowicz | KKW Trzecia Droga Polska 2050 Szymona Hołowni – Polskie Stronnictwo Ludowe |

## Wyniki wyborów
Symbolem „●” oznaczono senatora ubiegającego się o reelekcję.

### Wybory parlamentarne 2011
| Kandydat                                                                                      | Kandydat             | Komitet wyborczy                    | Głosów | Głosów | Głosów |
| Kandydat                                                                                      | Kandydat             | Komitet wyborczy                    | Liczba | %      | +/–    |
| --------------------------------------------------------------------------------------------- | -------------------- | ----------------------------------- | ------ | ------ | ------ |
|                                                                                               | Piotr Gruszczyński ● | Platforma Obywatelska RP            | 56 695 | 40,24  | –      |
|                                                                                               | Piotr Piekarski      | Prawo i Sprawiedliwość              | 30 809 | 21,86  | –      |
|                                                                                               | Zdzisław Kujawa      | Sojusz Lewicy Demokratycznej        | 25 377 | 18,01  | –      |
|                                                                                               | Teodor Stępa         | Polskie Stronnictwo Ludowe          | 18 898 | 13,41  | –      |
|                                                                                               | Paweł Ludwiczak      | Nowa Prawica – Janusza Korwin-Mikke | 9127   | 6,48   | –      |
| Frekwencja: 46,77% Liczba głosów ważnych: 140 906 (96,06%) Źródło: Państwowa Komisja Wyborcza |                      |                                     |        |        |        |

*Piotr Gruszczyński reprezentował w Senacie VII kadencji (2007–2011) okręg nr 36.

### Wybory parlamentarne 2015
| Kandydat                                                                                      | Kandydat             | Komitet wyborczy           | Głosów | Głosów | Głosów |
| Kandydat                                                                                      | Kandydat             | Komitet wyborczy           | Liczba | %      | +/–    |
| --------------------------------------------------------------------------------------------- | -------------------- | -------------------------- | ------ | ------ | ------ |
|                                                                                               | Robert Gaweł         | Prawo i Sprawiedliwość     | 51 878 | 36,25  | +14,39 |
|                                                                                               | Piotr Gruszczyński ● | Platforma Obywatelska RP   | 46 884 | 32,76  | –7,48  |
|                                                                                               | Jarosław Kłosiński   | Nowoczesna Ryszarda Petru  | 22 301 | 15,58  | –      |
|                                                                                               | Piotr Łykowski       | Polskie Stronnictwo Ludowe | 15 857 | 11,08  | –2,33  |
|                                                                                               | Jerzy Kałwak         | Unia Polityki Realnej      | 6190   | 4,33   | –      |
| Frekwencja: 47,47% Liczba głosów ważnych: 143 110 (95,86%) Źródło: Państwowa Komisja Wyborcza |                      |                            |        |        |        |

### Wybory parlamentarne 2019
| Kandydat                                                                                      | Kandydat          | Komitet wyborczy                                 | Głosów | Głosów | Głosów |
| Kandydat                                                                                      | Kandydat          | Komitet wyborczy                                 | Liczba | %      | +/–    |
| --------------------------------------------------------------------------------------------- | ----------------- | ------------------------------------------------ | ------ | ------ | ------ |
|                                                                                               | Paweł Arndt       | KKW Koalicja Obywatelska PO .N iPL Zieloni       | 76 897 | 41,71  | –6,63  |
|                                                                                               | Robert Gaweł ●    | Prawo i Sprawiedliwość                           | 75 413 | 40,90  | +4,65  |
|                                                                                               | Michał Jurga      | Konfederacja Wolność i Niepodległość             | 19 209 | 10,42  | –      |
|                                                                                               | Mirosław Piasecki | KWW Niezależnego Kandydata Mirosława Piaseckiego | 12 847 | 6,97   | –      |
| Frekwencja: 60,28% Liczba głosów ważnych: 184 366 (98,37%) Źródło: Państwowa Komisja Wyborcza |                   |                                                  |        |        |        |

### Wybory parlamentarne 2023
| Kandydat                                                                                      | Kandydat            | Komitet wyborczy                                                           | Głosów  | Głosów | Głosów |
| Kandydat                                                                                      | Kandydat            | Komitet wyborczy                                                           | Liczba  | %      | +/–    |
| --------------------------------------------------------------------------------------------- | ------------------- | -------------------------------------------------------------------------- | ------- | ------ | ------ |
|                                                                                               | Grzegorz Fedorowicz | KKW Trzecia Droga Polska 2050 Szymona Hołowni – Polskie Stronnictwo Ludowe | 111 128 | 49,93  | –      |
|                                                                                               | Krzysztof Ostrowski | Prawo i Sprawiedliwość                                                     | 72 468  | 32,56  | –8,34  |
|                                                                                               | Michał Jurga        | Konfederacja Wolność i Niepodległość                                       | 23 259  | 10,45  | +0,03  |
|                                                                                               | Mirosław Piasecki   | KWW Mirosława Piaseckiego Kandydata na Senatora Rzeczypospolitej Polskiej  | 9307    | 4,18   | –2,79  |
|                                                                                               | Dawid Przybylski    | KWW Ruchu Dobrobytu i Pokoju                                               | 6418    | 2,88   | –      |
| Frekwencja: 74,41% Liczba głosów ważnych: 222 580 (98,06%) Źródło: Państwowa Komisja Wyborcza |                     |                                                                            |         |        |        |